# Luc Ferrari

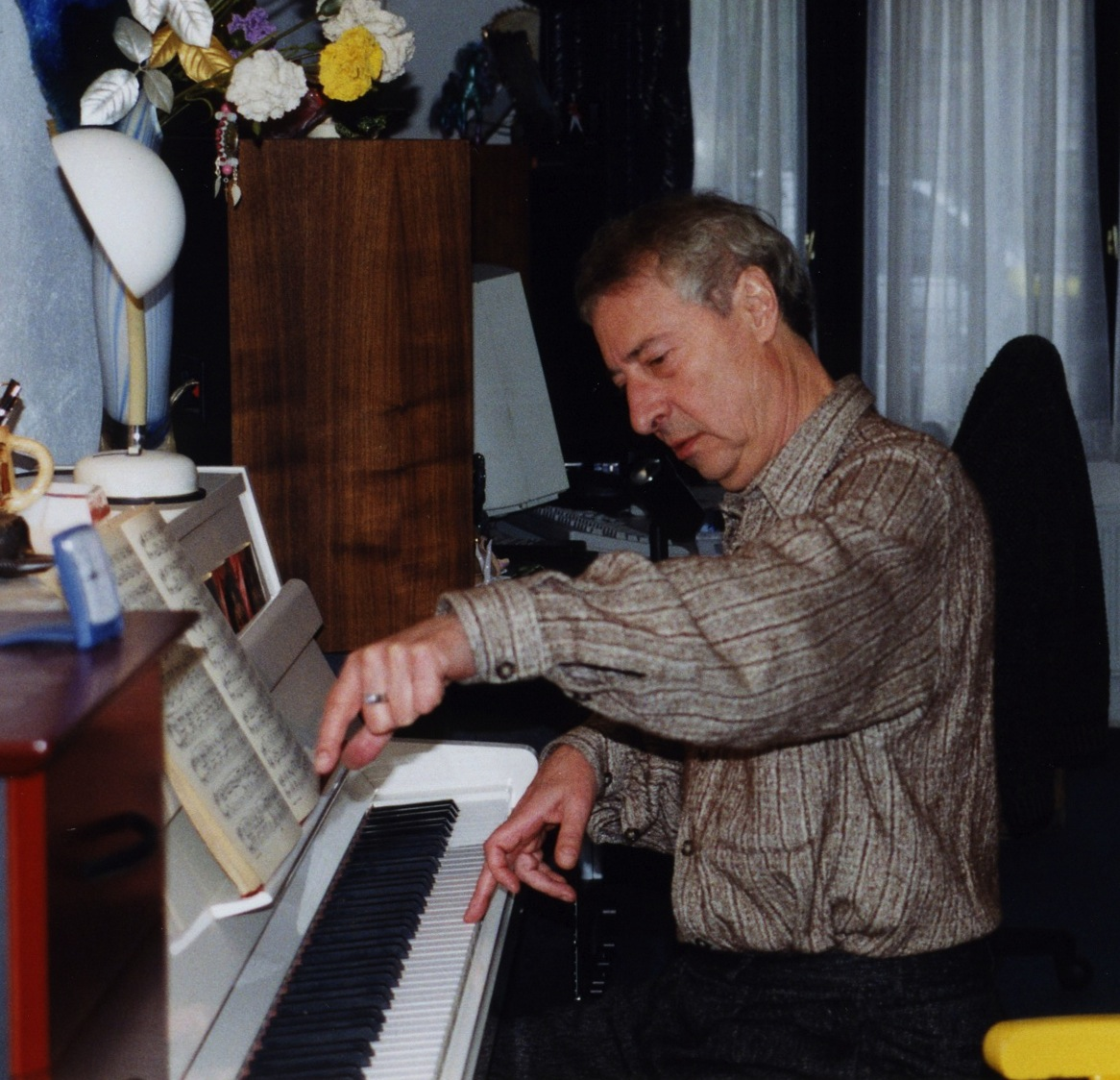
Luc Ferrari in den 1990er Jahren

Luc Ferrari (* 5. Februar 1929 in Paris; † 22. August 2005 in Arezzo) war ein französischer Komponist, Klangkünstler und Hörspielmacher. Ferrari gilt als Vertreter der musique concrète und wurde vor allem für seine Experimente mit Tonbandmusik bekannt.

## Leben
Ferrari studierte ab 1946 zunächst am Conservatoire de Versailles, von 1948 bis zu einer Tuberkuloseerkrankung 1950 an der École Normale de Musique in Paris bei Alfred Cortot (Klavier) und Arthur Honegger (Komposition). Im Frühjahr 1953 besuchte er in New York Edgar Varèse, dessen Komposition Déserts ihn im Radio stark beeindruckt hatte. Im folgenden Winter belegte er Musikanalyse-Kurse bei Olivier Messiaen. Von 1954 bis 1958 nahm er an den Darmstädter Ferienkursen teil, wo er Karlheinz Stockhausen, Luigi Nono, Bruno Maderna, Henri Pousseur und John Cage kennenlernte.
1958 gründete er mit Pierre Schaeffer und François-Bernard Mâche die Groupe de recherches musicales (GRM). Unterschiedliche künstlerische Auffassungen führten jedoch 1966 zur Trennung: Während Schaeffer eine abstrakte und typisierende Klangarbeit forderte, bezog Ferrari wiedererkennbare Umweltgeräusche in seine Musik ein (musique anecdotique).
1964/65 und 1970 unterrichtete er an der Musikhochschule in Köln, 1966 bis 1967 in Stockholm und 1978 bis 1980 am Conservatoire de Pantin. Dazwischen amtierte er von 1968 bis 1969 als musikalischer Leiter des Maison de la Culture in Amiens, wo er Jugendliche zur musikalischen Arbeit mit Tonbandgeräten anregen wollte.
Für den Service de la Recherche des O.R.T.F realisierte Luc Ferrari 1965–66 mit Gérard Patris eine Reihe von Porträtfilmen Les grand répétitions (Die großen Proben) über die Komponisten Messiaen, Stockhausen und Varèse, sowie den Dirigenten Hermann Scherchen und den Jazzpianisten Cecil Taylor. Viele dieser Vertreter der zeitgenössischen Musik waren hier das erste Mal im französischen Fernsehen zu sehen.
1972 gründete er sein eigenes Studio Billig und 1982 mit Unterstützung des französischen Kulturministeriums das Studio des Vereins La Muse en Circuit, von dem er sich 1994 trennte. Im selben Jahr richtete er in Montreuil ein neues Studio Atelier post-billig ein, das er anschließend nach Paris verlegt.
Luc Ferrari war verheiratet mit Brunhild Meyer, einer Tochter des in Aachen tätigen Klarinettisten und Komponisten Wolfgang Meyer-Tormin.

## Werk
In den 1950er Jahren verfasste Ferrari zunächst Klavierstücke in der Nachfolge Bartóks und Hindemiths. Zur gleichen Zeit begann er bereits Konzerte der musique concrète zu besuchen. Nach seinem Eintritt in die Groupe de recherches musicales produzierte Ferrari zunächst fünf elektroakustische Kompositionen im Sinne von Schaeffers Klangästhetik, die zugrundegelegten aufgenommenen Klänge so weit wie möglich aus ihrem ursprünglichen Kontext zu abstrahieren. Mit Hétérozygote (1963/64), einer Komposition, die zunächst für vierkanaliges Tonband konzipiert war, letztendlich jedoch stereophon ausgearbeitet und realisiert wurde, löste sich Ferrari von Schaeffers Konzept der musique concrète und stellte ihr seine eigene musique anecdotique entgegen, in der Naturgeräusche in einer „organisierten und poetischen, aber nicht an einer Handlung orientierten Art und Weise“ strukturiert sind. Die kompositorische Arbeit dieser Soundscapes bleibt an musikalischen Prinzipien orientiert und damit klar vom Hörspiel getrennt.
Zu den bekanntesten Arbeiten Ferraris gehört die Komposition Presque rien No. 1 „Le Lever du jour au bord de la mer“ (1967/70), in der Aufnahmen von einem jugoslawischen Strand, die über die Dauer eines Tages gemacht wurden, zu einem 21 Minuten kurzen Hörstück zusammengeschnitten wurden. Dabei verwendete er erstmals die damals neue Stereotechnik, die ihm nicht nur ein „Rechts-Links“ der Klänge erlaubte, sondern auch eine Tiefenwirkung. In seiner dritten Presque rien-Komposition Presque rien avec filles (1989) kam er zu einem ausgewogenen Verhältnis zwischen seiner musique anecdotique und den stärker in traditionellen Formverläufen denkenden musique concrète.
Neben seinen Tonbandmusiken komponierte Ferrari auch für konventionelle Instrumente und mischte die Genres miteinander (zum Beispiel Ce qu’a vu le Cers). Es mehrten sich die Konzertreisen und Kooperationen mit jüngeren Musikern, wie Otomo Yoshihide und Noël Akchoté, wobei auch die Grenze zur frei improvisierten Musik überschritten wurde.

## Diskographie ab 1990
- Acousmatrix

Petite Symphonie Intuitive pour un Paysage de Printemps (1973–74)
Strathoven (1985)
Presque Rien avec filles (1989)
Hétérozygote (1963–64)
BVHaast 9009 Acousmatrix 3 - 1990
- Unheimlich Schön

Unheimlich Schön (1971)
Coll. Cinéma pour l'oreille
Metamkine MKCD008 1993
- L'Escalier des aveugles

Patajaslotcha (1984)
L'Escalier des Aveugles (1991)
Xavier Legasa / Donatienne Michel-Dansac / Michel Musseau (song)
Ensemble Le Banquet, Dir. Olivier Dejours
Musidisc 201302 - 1993
- Presque Rien

Music Promenade (1964–69)
Presque Rien N°1 - le lever du jour au bord de la mer (1967–70)
Presque Rien N°2 - ainsi continue la nuit dans ma tête multiple (1977)
Presque Rien avec filles (1989)
Musidisc 245172 - 1995
- Piano-Piano

Suite pour piano (1952)
Antisonate (1953)
Suite Hétéroclite (1955)
Visage I (1956)
Fragments du Journal Intime (1980–82)
Comme une Fantaisie dite des Réminiscences (1989–91)
Christine Lagniel / Michel Maurer (Piano)
Auvidis Montaigne MO 782110 - 1997
- Cellule 75

Cellule 75 (1975)
Place des Abbesses (1977)
Chris Brown (Piano), William Winant (Perc.)
Tzadik USA - TZ 7033 - 1997
- Interrupteur / Tautologos III

Interrupteur (1967)
Tautologos III (1970)
Ensemble de Musique Contemporaine de Paris, Ltg. Konstantin Simonovitch
Blue Chopsticks USA BC1, distrib. France : Chronowax – 1999
- Chansons pour le Corps - Et si tout entière maintenant

Chansons pour le Corps
Élise Caron (Gesang), Carol Mundinger / Sylvain Frydman (Klar.), Christine Lagniel (Schlagzg.), Michel Maurer (Piano), Michel Musseau (Synthesizer)
Et si tout entière maintenant (1986–87)
Sinfonische Erzählung. (Prix Italia 1987) - Text von Colette Fellous
Anne Sée (Voice), Nouvel Orchestre Philharmonique, Ltg. Yves Prin.
MODE records USA MODE 81 - 1999
- Danses Organiques cinéma pour l’oreille

Danses organiques (1971–73)
ELICA mpo-3340 - 1999
en vinyle LP ELICA 4VL 3704 – 2003
- Far-West News

Far-West News Episode N°1 (1998–99)
Histoire du Plaisir et de la Désolation (1979–81)
Nouvel Orchestre de France, Ltg. Michael Luig.
Signature, France – distribution Harmonia Mundi – 1999
- Cycle des Souvenirs - Exploitation des Concepts N°2

Cycle des Souvenirs - Exploitation des Concepts N°2 (1995–2000)
Blue Chopsticks USA BC8, distrib. France : Chronowax - 2002
- Tautologos and other early electronic works

Étude aux Accidents (1958)
Étude aux Sons Tendus (1958)
Visage V (1958/59)
Tête et Queue du Dragon (1959–60)
Tautologos I (1961)
Tautologos II (1961)
Und So Weiter pour piano et bande magnétique (1965–66)
(works from 1959 à 1966) EMF and GRM
Gérard Frémy (Piano)
EMF CD 037 - 2003
- Impro-Micro-Acoustique (2001)

Interpreten und Komponisten : Noël Akchoté, Roland Auzet, Luc Ferrari
Blue Chopsticks, USA BC12 - distrib. France : Chronowax - 2004
- Collection

Collection de Petites Pièces ou 36 Enfilades pour piano et magnétophone (1985)
Jeu du Hasard et de la Détermination (1999)
Michel Maurer (Piano.), Françoise Rivalland (Perc.).
Les Empreintes digitales, France – distribution Abeille Musique (Nocturne) ED13171 – 2004
- Les Anecdotiques

Les Anecdotiques - Exploitation des Concepts N°6 (2002)
Sub Rosa SR 207 – 2004
Grand Prix 2005 Charles Cros in Memoriam
- Archives sauvées des Eaux

Archives sauvées des Eaux - Exploitation des Concepts N°1 (2000)
Version für Plastic, Mailand 2004. Luc Ferrari und eRikm
ANGLE RECORDS LIMITED, Italie CD 0008 – 2004
Grand Prix 2005 Charles Cros in Memoriam
- Son mémorisé

Presque Rien N°4 (1990–98)
Promenade Symphonique dans un Paysage Musical ou Un jour de fête à El Oued en 1976 (1976–78)
Saliceburry Cocktail (2002)
Sub Rosa, Belgique SR252 2006
- Far-West News Episodes 2 and 3

Far West News Episode 2 (Mai 1999)
Far West News Episode 3 (Juin 1999)
Blue Chopsticks BC16 CD septembre 2006
- Et tournent les sons

Et tournent les Sons dans la Garrigue - Réflexion sur l'Ecriture N°1 (1977)
Archives sauvées des Eaux - Exploitation des Concepts N°3 (2000)
Par l’ensemble Laborintus et eRikm
Césaré 06/03/4/2/1 France septembre 2006. Distr. Metamkine
- Les ProtoRythmiques

Les ProtoRythmiques (2007)
eRikm (Luc Ferrari) & Thomas Lehn
CD ROOM40 RM417 / mai 2007
- Didascalies

Rencontres Fortuites (2003) Für Viola, Klavier und fixierte Känge
Didascalies (2004) Für Viola, piano
Tautologos III (1969)
Vincent Royer, Viola und Jean-Philippe Collard-Neven, Klavier
DVD: Luc Ferrari facing his Tautology – 2 days before the end, Film von Guy Marc Hinant und Dominique Lohlé
SR261 luc ferrari "didascalies" / cd+ dvd / mai 2007
- Sonopsys

Passage pour Mimes (1959)
J'ai été coupé (1960–69)
Selbstportrait oder Peinture de Sons ou bien Tonmalerei (1996–97)
Sonopsys 4 - Cahiers Musique Concrète/Acousmatique. Mai 2007
- in OHM : Early Gurus of Electronic Music / 1943 - 1980

Ellipsis arts…… EA500-4 USA
- in Asia - Trio d'Argent

Madame de Shanghai (1996)
Michel Boizot / François Daudin Clavaud / Xavier Saint-Bonnet (Flöten)
Musique d'Aujourd'hui 9701 MDA M7 847 – 1997
- in An anthology of noise & electronic music / vol. #2

Visage V (1958–59)
Sub Rosa SR200 – 2003
- in Early Modulations : Vintage Volts

Tête et Queue du Dragon (1959–60)
Caipirinha CP219 USA - 2000
- in Archives GRM – CD 2/5

Etude aux Sons Tendus (1958)
Etude floue (1958)
Etude aux Accidents (1958)
Ina c 1032(2004) ADD – 750 - 276522
- Chantal oder Portrait einer Dorfbewohnerin (1977–78)

stereo-Tonband.
In Zusammenarbeit mit Brunhild Meyer.
digital on-line 2008
ROOM 40
- Archives Génétiquement Modifiées (2000)- SM
- Société II (1967)

Robot Records, USA
- A la Recherche du Rythme Perdu

Für Klavier und gespeicherten Ton. Klavier : Wilhem Latchoumia
In Wilhem Latchoumia – piano & electronic sounds
Sisyphe013
- Madame de Shanghai (1996)

für 3 Flöten und gespeicherten Ton
In Manuel Zurria repeat !
Schachtel, Zeit C01
- Archives sauvées des Eaux - Luc Ferrari mit Otomo Yoshihide.

Bonus-Track (CD Extra) für die ersten 2000 Exemplare : « Slow Landing » Luc Ferrari mit Otomo Yoshihide, Kamera : Miyaoka Hideyuki und Nishihara Tazz
Disc Callithump CPCD-001
- Labyrinthe de Violence

Danse
LP bei ALGA MARGHEN
vinyle disc PLANA-F alga027 - 2009
- Sexolidad (1982–83)
- Dialogue Ordinaire avec la Machine (1984)

Elica mpo-4301 – 2009
- Sammelbox INA-GRM (2009)

in Partnerschaft mit La Muse en Circuit.
10 CD Luc Ferraris Werke für gespeicherten Ton sowie Filmmusik
- Madame de Shanghai (1996)

für 3 Flöten und gespeicherten Ton
in Hörspiel avec… 8. Internationaler Wettbewerb für Radiokunst "MADAME DE SHANGHAI Luc Ferrari"
Muse 9/1/1 - 2009
- Didascalies 2 oder Trois Personnages en Quête de Notes (2005)

"für zwei Klaviere und ein drittes Instrument, das fähig ist, einen sehr lauten Ton auszuhalten"
Claude Berset und Jean-Philippe Collard-Neven: Klavier. Vincent Royer: Bratsche.
Aufnahme der Generalprobe und des Konzerts in La Chaux-de-Fonds, Schweiz
vinyl disc Sub Rosa SRV 305 - April 2010
- Tranquilles Impatiences - (Ruhige Ungeduld) (2010)

von Brunhild Ferrari. Komposition unter Verwertung von Tonbändern von Luc Ferrari.
vinyl disc Alga Marghen plan-MF alga028 - 2010
- Ephémère I & II (1974)

für Tonband und beliebige Instrumente
Ephémère I - "Wozu dient er Computer?" (Nov. 1974)
Ephémère II - "Lyon 75" (Nov. 1975)
Alga Marghen plana f. 33 NMN 081 - 2010
- Exercices d'Improvisation (1977)

"Reihe von 5 bis 7 Studien, bestimmt zu individueller oder kollektiver Improvisation für beliebiges Instrument oder Instrumentalgruppe (bis zu 8)."
für Amateur-, Berufsmusiker oder Musikstudenten. Kann als Konzertstück programmiert werden.
Ausführende: Gol und Brunhild Ferrari
vinyl disc Alga Marghen planam 5 (it) - 2010
- Jetzt oder wahrscheinlich ist dies mein Alltag, in der Verwirrung der Orte und Augenblicke

Hörspiel - Ersteinspielung mit Quellenmaterial (1982)
"Ferrari (r)écouté". Neue Kompositionen aus JETZT-Material von Tiziana Bertoncini, Antje Vowinckel, Frank Niehusmann, David Fenech, Neele Hülcker (2011)
"Composer la radio - Das Radio komponieren" (2000)
WERGO WER 2066 2, ZK III milestones - 2012

## CD & DVD
- Luc Ferrari face à sa tautologie - 2 jours avant la fin

Film von Guy-Marc Hinant und Dominique Lohlé
Französische Fassung mit englischen Untertiteln. Aufgenommen während der Probe von Tautologos III. Sub Rosa SR261 luc ferrari "didascalies" / cd+ dvd / mai 2007. Diese Sammelbox erhielt den Coup de Coeur Charles Cros - musique contemporaine printemps 2008 und den Grand prix du festival 'Filmer à tout prix´, in Brüssel 2008
- Presque rien avec Luc Ferrari - 2004 -

Film von Jacqueline Caux und Olivier Pascal – mit Elise Caron – eRikm – Christof Schläger.
ELICA VPO-4290 - Robot Records 2008 - Forced Exposure; Métamkine, Fr.; Die Schachtel, It.; Mimaroglu Music Sales; Die Stadt, Germ.;
A-Musik, Köln, Deutschland.; Empreintes Digitales, Montreal Can.; Disk Union, Tokyo, Jap.
- VMR - Vladimir Maäovski Remix  (2007)

DVD von Franck Ancel. Musik von Luc Ferrari "Programme Commun pour Clavecin et Bande" gespielt von Elisabeth Chojnacka.
- Les Archives sauvées des Eaux

Disc Callithump CPCD-001. Luc Ferrari mit Otomo Yoshihide.
« Slow Landing » Luc Ferrari mit Otomo Yoshihide, Kamera: Miyaoka Hideyuki und Nishihara Tazz Miyaoka

## Erschienen als CD + DVD
- Didascalies

Rencontres Fortuites (2003) für Viola, Klavier und gespeicherten Ton.
Didascalies (2004) für Viola und Klavier
Tautologos 3 (1969)
Vincent Royer - Viola und Jean-Philippe Collard-Neven - Klavier
+ DVD
- Luc Ferrari face à sa tautologie - 2 jours avant la fin

Film von Guy-Marc Hinant und Dominique Lohlé
In französisch mit englischen Untertiteln. Aufnahmen der Probe von Tautologos III.
« welche Lucs letzte in diesem Juli 2005 sein sollte. »
Sub Rosa SR261 luc ferrari "didascalies" / cd+ dvd / Mai 2007
Diese Sammelbox erhielt den « Coup de Coeur Charles Cros - musique contemporaine printemps 2008 » und 2008 den Grand Prix des Festivals "Filmer à tout prix", in Brüssel 
- Presque rien avec Luc Ferrari

Film 2004 von Jacqueline Caux und Olivier Pascal – mit Elise Caron – eRikm – Christof Schläger.
ELICA VPO-4290
Robot Records 2008
Forced Exposure; Métamkine, Fr.; Die Schachtel, It.; Mimaroglu Music Sales; 	Die Stadt, Germ.; A-Musik, Cologne, Germ.; Empreintes Digitales, Montreal 	Can.; Disk Union, Tokyo, Jap.
- Les Archives sauvées des Eaux

Luc Ferrari mit Otomo Yoshihide.
« Slow Landing » Luc Ferrari mit Otomo Yoshihide, Kamera: Miyaoka Hideyuki und Nishihara Tazz Miyaoka
Disc Callithump CPCD-001

## Bucherscheinungen
- Presque rien avec Luc Ferrari

von Jacqueline Caux, in japanischer Übersetzung von Ryosuke Shiina (Tokyo, 2006)
Éditions Main d’œuvre 2002
- Sonopsys N° 4 Luc FerrariI

Cahiers Musique Concrète / Acousmatique, erschienen bei Licences (zweisprachig in Französisch und Englisch)
von Alexandre Yterce und Florence Gonot
- Luc Ferrari Portraits polychromes

erweiterte Ausgabe GRM / INA